# Тунцельман фон Адлерфлуг, Николай Антонович
Николай Антонович Тунцельман (фон Адлерфлуг) (нем. Nikolai von Tunzelmann; 16 марта 1828 — 4 декабря 1905) — русский военачальник, генерал-лейтенант.

## Биография
Родился 4 (16) марта 1828 года в Ревеле в семье офицера (впоследствии генерал-лейтенанта) Антона (Отто) Ивановича Тунцельмана (1794—1874) и  Софии, ур. баронессы фон Бюлов (ум. 1869).
Поступил на военную службу 5 октября 1845 года унтер-офицером в 5-й гренадерский Киевский Его Величества Короля Нидерландского полк. В 1846 году — подпрапорщик, 9 июля 1848 года произведён в прапорщики.
С 6 мая по 10 сентября 1849 года принимал участие в походе гренадерского корпуса в Царство Польское, в связи с событиями в Венгрии.
В 1853 году прикомандирован к лейб-гвардии Измайловскому полку.
С 9 августа 1854 по 5 октября 1855 года находился в составе войск, охранявших прибрежья Санкт-Петербургской губернии. 20 июля 1855 года был под обстрелом неприятельской флотилии, бомбардировавшей деревню Красная Горка.
С 25 июля по 25 сентября 1863 года участвовал в походе в Польшу.
В 1875 году назначен командиром 111-го Донского пехотного полка. 15 мая 1883 года произведён в чин генерал-майора.
С 16 сентября 1885 года — командир 1-й бригады 29-й пехотной дивизии. 7 октября 1899 года уволен в отставку генерал-лейтенантом.
Умер 21 ноября (4 декабря) 1905 года в Гатчине, похоронен на Новом Гатчинском кладбище.

## Награды
- Орден Св. Анны 3-й ст. (1864)
- Орден Св. Станислава 2-й ст. (1867, императорская корона к ордену в 1871)
- Орден Св. Анны 2-й ст. (1878)
- Орден Св. Владимира 4-й ст. с бантом (1878) — за 25-летнюю беспорочную службу в офицерских чинах
- Орден Св. Владимира 3-й ст. (1881)
- Орден Св. Станислава 1-й ст. (1887)
- Орден Св. Анны 1-й ст. (1891)
- Знак отличия беспорочной службы за XL лет (22 августа 1894)
- Орден Св. Владимира 2-й ст. (1895)

## Семья
Жена (с 1863 года) — Надежда Константиновна Тунцельман (29.6.1844—20.6.1916, Петроград); в браке имели 4 дочерей и сына.
Сын — Тунцельман, Николай Николаевич фон Адлерфлуг (1867—1933) — генерал-майор.